# Olimpiada szachowa 1988
| 28. Olimpiada szachowa Saloniki 1988 |
| 1986 1990                            |

Olimpiada szachowa 1988 (zarówno w konkurencji kobiet, jak i mężczyzn) rozegrana została w Salonikach w dniach 12–30 listopada 1988 roku.

## 28. olimpiada szachowa mężczyzn
Wyniki końcowe (107 drużyn, system szwajcarski, 14 rund).
| Miejsce | Kraj              | Punkty |
| ------- | ----------------- | ------ |
| 1       | ZSRR              | 40½    |
| 2       | Anglia            | 34½    |
| 3       | Holandia          | 34½    |
| 4       | Stany Zjednoczone | 34     |
| 5       | Węgry             | 34     |
| 6       | Jugosławia        | 33½    |
| 7       | Filipiny          | 33     |
| 8       | Chiny             | 33     |
| 9       | Kuba              | 33     |
| 10      | Argentyna         | 33     |
| 11      | Izrael            | 33     |
| 12      | Szwecja           | 32½    |
| 13      | Czechosłowacja    | 32½    |
| 14      | Włochy            | 32½    |
| 15      | Islandia          | 32     |
| 16      | Dania             | 32     |

| Miejsce | Kraj       | Punkty |
| ------- | ---------- | ------ |
| 17      | NRD        | 32     |
| 18      | RFN        | 32     |
| 19      | Indie      | 32     |
| 20      | Szwajcaria | 31½    |
| 21      | Polska     | 31½    |
| 22      | Hiszpania  | 31½    |
| 23      | Brazylia   | 31½    |
| 24      | Bułgaria   | 31     |
| 25      | Rumunia    | 31     |
| 26      | Indonezja  | 31     |
| 27      | Grecja (I) | 31     |
| 28      | Austria    | 31     |
| 29      | Gwatemala  | 31     |
| 30      | Szkocja    | 30½    |
| 31      | Francja    | 30½    |
| 32      | Finlandia  | 30½    |

### Medaliści + skład reprezentacji Polski
| Medale złote | Medale srebrne | Medale brązowe | Polacy |
| ZSRR 1. Garri Kasparow · 2. Anatolij Karpow · 3. Artur Jusupow · 4. Ołeksandr Bielawski · 5. Jaan Ehlvest · 6. Wasyl Iwanczuk · | Anglia 1. Nigel Short · 2. Jonathan Speelman · 3. John Nunn · 4. Murray Chandler · 5. Jonathan Mestel · 6. William Watson · | Holandia 1. John van der Wiel · 2. Giennadij Sosonko · 3. Paul van der Sterren · 4. Jeroen Piket · 5. Marinus Kuijf · 6. Rudy Douven · | Polska 1. Aleksander Sznapik · 2. Włodzimierz Schmidt · 3. Robert Kuczyński · 4. Marek Hawełko · 5. Paweł Stempin · 6. Zbigniew Jaśnikowski · |

## 28. olimpiada szachowa kobiet
Wyniki końcowe (56 drużyn, system szwajcarski, 14 rund).
| Miejsce | Kraj              | Punkty |
| ------- | ----------------- | ------ |
| 1       | Węgry             | 33     |
| 2       | ZSRR              | 32½    |
| 3       | Jugosławia        | 28     |
| 4       | Chiny             | 27     |
| 5       | Bułgaria          | 24     |
| 6       | Rumunia           | 24     |
| 7       | Grecja (I)        | 24     |
| 8       | Kuba              | 24     |
| 9       | Stany Zjednoczone | 23½    |
| 10      | Holandia          | 23½    |
| 11      | Polska            | 23     |

| Miejsce | Kraj       | Punkty |
| ------- | ---------- | ------ |
| 12      | Anglia     | 23     |
| 13      | Francja    | 23     |
| 14      | Indie      | 23     |
| 15      | RFN        | 22½    |
| 16      | Argentyna  | 22½    |
| 17      | Hiszpania  | 22½    |
| 18      | Izrael     | 22½    |
| 19      | Dania      | 22½    |
| 20      | Brazylia   | 22½    |
| 21      | Szwajcaria | 22     |
| 22      | Filipiny   | 22     |

### Medalistki + skład reprezentacji Polski
| Medale złote                                                                   | Medale srebrne                                                                               | Medale brązowe                                                                              | Polki |
| Węgry 1. Zsuzsa Polgár · 2. Judit Polgár · 3. Ildikó Mádl · 4. Zsófia Polgár · | ZSRR 1. Maja Cziburdanidze · 2. Jelena Achmyłowska · 3. Irina Lewitina · 4. Marta Lityńska · | Jugosławia 1. Alisa Marić · 2. Gordana Marković · 3. Suzana Maksimović · 4. Vesna Bašagić · | Polska 1. Agnieszka Brustman · 2. Hanna Ereńska-Radzewska · 3. Małgorzata Wiese-Jóźwiak · 4. Grażyna Szmacińska · |